# ショーン・オブライエン
ショーン・オブライエン（Seán O'Brien、1987年2月14日 - ）は、アイルランドの元ラグビーユニオン選手。

## プロフィール
- アイルランド・カーロウ出身[1]。
- 現役時代のポジションはフランカー(FL)、ナンバーエイト(No.8)。
- 身長 188cm、体重 108kg
- U20アイルランド代表に選ばれたことがある。
- アイルランド代表通算キャップ数は56でラグビーワールドカップ2011・ラグビーワールドカップ2015のアイルランド代表に選ばれた[2]。
- ブリティッシュ・アンド・アイリッシュ・ライオンズに選ばれたことがある[3]。

## 略歴
レンスターを経て、2019年、ロンドン・アイリッシュに加入。 
2022年、現役を引退した。